# Izarry
Izarry est un auteur-compositeur-interprète français.
En 2015, ses singles Vis et C'est comme le place sur le devant de la scène musicale française avec son album Vis sorti en mars 2015 et dont la réédition Deluxe enrichie de 6 inédits piano-voix est parue en janvier 2016. Il revient en 2022 après quelques années d'absence avec deux nouveaux titres Crazy et Just Like Water suivi en 2024 par Drive et In my Mind. Son nouvel album Horizon est sorti le 18 octobre 2024

## Biographie
D'origine franco-italienne, Izarry est né à Metz (Moselle)[Quand ?]. Auteur, compositeur, interprète, il se lance en solo en 2008 après avoir fait la première partie de Calogero à Metz devant 40 000 personnes sur la tournée Pomme C. En 2009, il sort son premier album autoproduit Toute la distance.
En 2009, son single Donnez-moi est choisi par Facebook pour être le premier jeu musical du célèbre réseau social. Ce titre sera téléchargé près de 15 000 fois. Il dévoile un morceau inédit Souviens-toi en hommage à Vincent Humbert et se positionne sur le sujet de l'euthanasie en France.
Il se produit à plusieurs reprises dans la salle du Sentier des Halles à Paris, parraine des évènements notamment contre le cancer (Tous pour la vie) et joue sur la scène de l'Européen (Paris) en 2011. Le clip de son deuxième single L'enfermement (2011) entre en programmation sur les chaines Direct Star, Mcm et W9. Il est le premier artiste français 100% autoproduit à être diffusé à la télévision. Il est invité sur France Ô France Télévision à deux reprises dans l'émission Ô rendez-vous.
Fin 2011, il sort le titre Je pourrais annonçant un deuxième album sur lequel il collabore avec le compositeur Gioacchino Maurici (En apesanteur, Si seulement je pouvais lui manquer pour Calogero…), le guitariste Pierre Jaconelli (Zazie, Benjamin Biolay ...), et le batteur Philippe Entressangle (Tété, Pauline Croze, Étienne Daho ...).
En 2013 sort le titre Au temps qu'il fera, deuxième extrait de l'album J'imagine (novembre 2013) réalisé par Gioacchino Maurici et Michel Aymé où l'on retrouve le célèbre pianiste Alain Lanty (Johnny Hallyday...). Il présente cet album le même jour lors d'un concert à la Boule Noire (Paris) et participe à l'émission Elo, mélodie sur France Bleu
En parallèle, il devient l'égérie des salons de coiffure Mod's Hair dans le monde entier.
Il sort fin 2014 son single diffusé à la télévision et en radios nationales et internationales. Pour ce nouvel album sorti en mars 2015 également intitulé Vis, il collabore avec le réalisateur et mixeur belge Lionel Capouillez des albums de Stromae (Racine Carrée). Le deuxième extrait C'est comme est dévoilé en février 2015, et bénéficie d'un remix sorti en décembre 2015 et accompagné d'un clip tourné à Paris.
Sur les routes depuis le mois de mars 2015 et après être passé par Metz, sa ville d'origine, et par Paris au Café de la Danse en juin 2015, il poursuit sa tournée dans toute la France (Plus de 40 dates) pour être de retour à la capitale en mars 2016 à la Boule Noire où il invite sur scène d'autres artistes pour des duos, notamment Slimane (Gagnant de The Voice 2016) Il assure en plus de ses concerts, les premières parties de Julie Zenatti , d'Hélène Ségara et de Christophe Willem.
En janvier 2016, il sort la réédition de son album Vis sur lequel s'ajoute six titres piano-voix inédits en bonus. L'exploitation de cette réédition se poursuit en novembre 2016 avec la sortie du single Inch Allah que l'artiste décide d'offrir gratuitement au vu de l'actualité. En décembre 2016, il créait la surprise en dévoilant une vidéo inédite d’un duo inattendu avec Slimane (Gagnant de The Voice 2016), interprétant une version acoustique du titre Inch Allah. Une vidéo captée lors de la tournée 2015/2016 de l’artiste Izarry à la Boule Noire (Paris).
Après quelques années de silence, l'artiste revient sur le devant de la scène avec son nouveau single Crazy  qu'il dévoile dans un format trilogie - avec une version radio, une version unplugged et une dernière version soundtrack, le tout accompagné de clips illustrant les différents univers de cette trilogie. Le deuxième single suit en novembre 2022 : Just Like Water. Il s'ensuit Drive et In my Mind. L'artiste dévoile son nouvel album "HORIZON" en octobre 2024 accompagné du single Call Me.

## Discographie

### Singles
Extrait de l'album Toute la distance
1. De l'Amer - 2008
2. Donnez-moi - 2009
3. L'enfermement - 2010

Extrait de l'album J'imagine
1. Je pourrais - 2011
2. Au temps qu'il fera - 2013

Extrait de l'album Vis
1. Vis - avec clip - 2014[38]
2. C'est comme - avec vidéo lyrics - 2015[39]
3. C-Comme - Remix, avec clip - 2016
4. Inch Allah - avec vidéo lyrics et vidéo live duo avec Slimane (Gagnant de The Voice 2016) - 2016

Extrait de l'album Horizon
1. Crazy - Soundtrack - avec clip officiel - 2022
2. Crazy - Unplugged - avec clip officiel - 2022
3. Crazy - avec vidéo lyrics et clip officiel - 2022
4. Just Like Water - 2022
5. Drive - 2023
6. In my mind - 2024
7. Call me - 2024